# Badis ibn al-Mansur
Badis ibn al-Mansur (àrab: باديس بن المنصور, Bādīs b. al-Manṣūr) fou emir de la dinastia hammadita el 1105. Va succeir el seu pare Al-Mansur ibn an-Nàssir.
Fou un tirà considerat el Calígula del Magrib. Per sort va morir al cap de poc mesos de regnat (menys d'un any), sense deixar fills, i el va succeir el seu germà Abd-al-Aziz ibn al-Mansur.